# Landudal
Landudal (tiếng Breton: Landudal) là một xã của tỉnh Finistère, thuộc vùng Bretagne, miền tây bắc Pháp.

## Dân số
Người dân ở Landudal được gọi là Landudalais.